# Amsacta candidula
Amsacta candidula är en fjärilsart som beskrevs av Walker 1855. Amsacta candidula ingår i släktet Amsacta och familjen björnspinnare. Inga underarter finns listade i Catalogue of Life.